# Johan Georg 1. af Anhalt-Dessau
Fyrst Johan Georg 1. af Anhalt-Dessau (tysk: Johann Georg I., Fürst von Anhalt-Dessau; 9. maj 1567 – 24. maj 1618) var en tysk fyrste fra Huset Askanien, der var fyrste af det lille fyrstendømme Anhalt-Dessau i det centrale Tyskland fra 1603 til sin død i 1618.

## Biografi

### Tidlige liv
Johan Georg blev født den 9. maj 1567 i Harzgerode i Anhalt som den ældste søn af Fyrst Joachim Ernst af Anhalt-Zerbst i hans første ægteskab med Agnes, datter af Grev Wolfgang 1. af Barby-Mühlingen.
I 1570 døde Johan Georgs farbror, Bernhard 7. af Anhalt-Zerbst. Johan Georgs far blev herefter enehersker over alle de anhaltske lande, der dermed blev forenet for første gang siden deres arvedeling i 1252. Joachim Ernst gjorde Dessau til sin residens og regeringscentrum.

### Fyrste af Anhalt
Ved Fyrst Joachim Ernsts død i 1586 arvede Johan Georg det forende fyrstendømme Anhalt i fællesskab med sine seks yngre brødre i overensstemmelse med Huset Askaniens familieregler, der ikke tillod nogen deling af territorier mellem arvinger. Da hans yngre brødre stadig var mindreårige ved faderens død, fungerede Johan Georg som regent på deres vegne.

### Fyrste af Anhalt-Dessau
I 1603 delte Joachim Ernsts fem overlevende sønner fyrstendømmet Anhalt mellem sig, hvorved der opstod linjerne Anhalt-Dessau, Anhalt-Bernburg, Anhalt-Plötzkau, Anhalt-Zerbst og Anhalt-Köthen. Johan Georg fik Dessau og grundlagde linjen Anhalt-Dessau af Huset Askanien, der overlevede alle de andre linjer og regerede i Anhalt frem til 1918, da monarkierne blev afskaffet i Tyskland ved Novemberrevolutionen umiddelbart før afslutningen af Første Verdenskrig.

### Død og arvefølge
Johan Georg døde 51 år gammel den 24. maj 1618 i Dessau. Han blev efterfulgt som fyrste af Anhalt-Dessau af sin ældste overlevende søn Johan Kasimir.

## Eksterne links
- Wikimedia Commons har flere filer relateret til Johan Georg 1. af Anhalt-Dessau
- "Slægten Askaniens officielle hjemmeside" (tysk). Arkiveret fra originalen 21. august 2018.

| Johan Georg 1.Huset AskanienFødt: 9. maj 1567 Død: 24. maj 1618 | |                                     |
| Titler som regent                                               | |                                     |
| Foregående: Joachim Ernst 1.                                    | Fyrste af Anhalt 1586 – 1603 med Christian 1. Bernhard (8.) August 1. Rudolf 1. Johan Ernst Ludvig 1. | Efterfølgende: Arvedeling af Anhalt |
| Foregående: Arvedeling af Anhalt                                | Fyrste af Anhalt-Dessau 1603 – 1618                                                                   | Efterfølgende: Johan Kasimir 1.     |